# Monowitzi koncentrációs tábor
Monowice (más néven Monowitz vagy Auschwitz III) az auschwitzi koncentrációs tábor három főtábora közül az egyik. 1942 októberében létesítették Lengyelországban.

## A tábor és annak célja
Monowitzot eredetileg az IG Farben társaság, Buna-Werk gyárának otthont adó munkatáborként alapították, mely a gyárban dolgozó foglyok lakhelyeként is szolgált. Monowitz így a legnagyobb, Auschwitzban üzemelő munkatáborrá vált. A monowitzi foglyok általában szintetikus gumit és folyékony üzemanyagot készítettek a Buna Werke gyárban. Az IG Farben társaság több mint 700 millió márkát (ez körülbelül 1,4 millió dollárnak felelt meg 1942-ben) fektetett Monowitzba. A táborban volt egy munkás-oktató rész is, a nem zsidó foglyoknak, akik megszegték a német munkatörvényt.

## Elkülönülése az auschwitzi koncentrációs tábortól
1943 novemberében az SS kijelentette, hogy Auschwitz II-nek (Birkenau) és Auschwitz III-nak (Monowitz) külön koncentrációs táborrá kellene válnia. Heinrich Schwartz SS kapitányt jelölték ki a tábor irányítására, aki 1943 novemberétől 1945 januárjáig vezette a tábort.

## A tábor felszabadítása
1945 januárjában a szovjet hadsereg elérte Auschwitzot, Birkenaut és Monowitzt, ahonnan majdnem 7000 foglyot szabadítottak ki, akiknek nagy része halálközeli állapotban volt.